# Carol Fülöp
Carol Fülöp (n. 9 iunie 1930, Săcălășeni-- d. ?) a fost un demnitar comunist român de origine maghiară.
Carol Fülöp a fost membru de partid din 1962. 

## Studii
- Școala medie din Baia Mare (1949);
- Facultatea de Electrotehnică, Institutul Politehnic București (1949–1955);
- Universitatea Serală de Marxism - Leninism;
- Universitatea Politică și de Conducere.